# Municipio de Jackson (condado de Sanborn)
El municipio de Jackson (en inglés: Jackson Township) es un municipio ubicado en el condado de Sanborn en el estado estadounidense de Dakota del Sur. En el año 2010 tenía una población de 78 habitantes y una densidad poblacional de 0,87 personas por km².

## Geografía
El municipio de Jackson se encuentra ubicado en las coordenadas 44°9′28″N 98°8′38″O / 44.15778, -98.14389. Según la Oficina del Censo de los Estados Unidos, el municipio tiene una superficie total de 89.17 km², de la cual 89,09 km² corresponden a tierra firme y (0,08 %) 0,07 km² es agua.

## Demografía
Según el censo de 2010, había 78 personas residiendo en el municipio de Jackson. La densidad de población era de 0,87 hab./km². De los 78 habitantes, el municipio de Jackson estaba compuesto por el 96,15 % blancos y el 3,85 % eran de una mezcla de razas. Del total de la población el 3,85 % eran hispanos o latinos de cualquier raza.